# Kampania w regionie wojskowym Jin-Cha-Ji

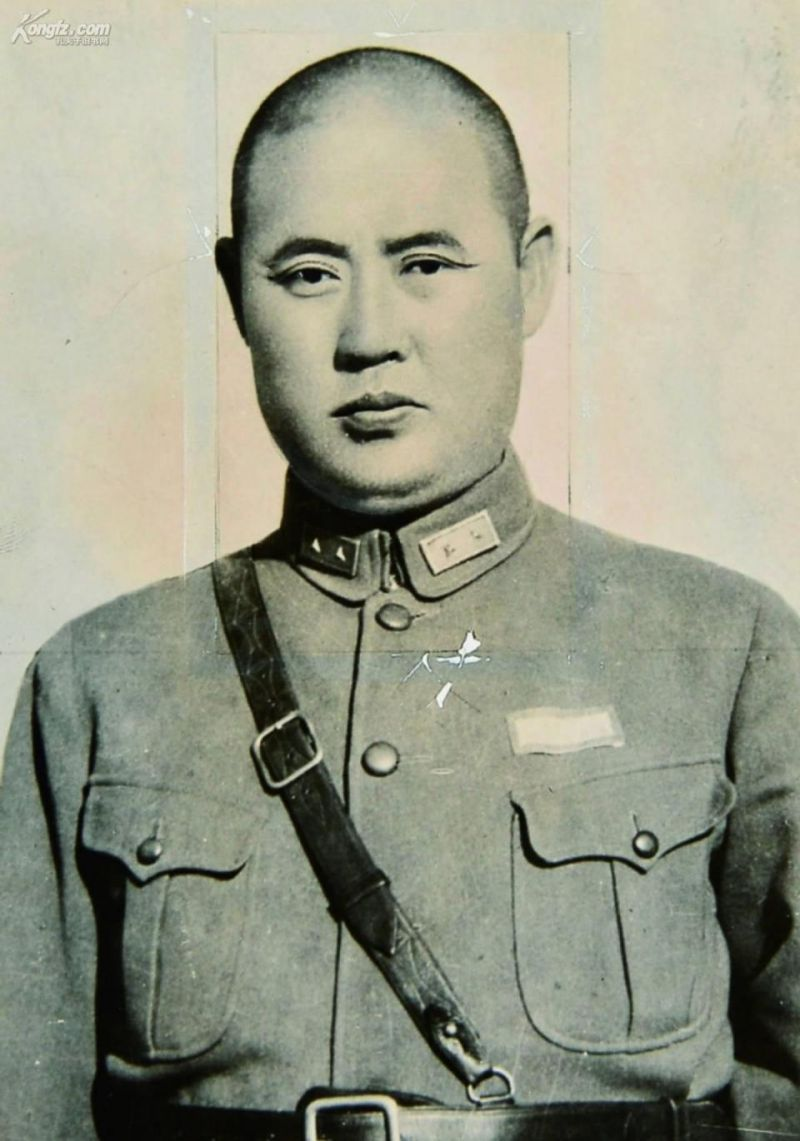
Dowódca ANR w kampanii Fu Zuoyi był dobrym dowódcą, ale w trakcie obrony Pekinu w 1949 r. załamał się psychicznie oddając miasto komunistom

Kampania w regionie wojskowym Jin-Cha-Ji – seria walk pomiędzy Armią Narodowo Rewolucyjną a Chińską Armią Ludowo-Wyzwoleńczą w regionie wojskowym Jin-Cha-Ji (Shanxi, Chachar, Hebei). Starcia toczone w jesieni 1946 r. zakończyły się zwycięstwem sił rządowych. Kampanię można podzielić na mniejszą kampanię Datong – Jining oraz bitwę o Zhangjiakou.
Walki w regionie wojskowym Jin-Cha-Ji rozpoczęli swoimi działaniami komuniści. Region został przez nich utworzony jeszcze jako baza przeciwko Japończykom. Dowódcą miejscowych sił KPCh był późniejszy marszałek ChRL Nie Rongzhen. Jego wojska od jesieni 1945 r. podejmowały działania przeciwko linii kolejowej Batou-Jining położonej w Mongolii Wewnętrznej. W październiku 1945 oddziały komunistyczne zdobyły miasto Jining. Batou zostało okrążone jednak komuniści nie potrafili go zdobyć. Wiosną 1946 r. komuniści łamali warunki obowiązującego rozejmu, podejmując ataki na siły chroniące linię kolejową Pekin – Shenyang, jak i na wojska chroniące Pekinu i Tianjinu.
W sierpniu KPCh kontrolowała stolicę Chacharu, Zhangjiakou (miasto miało wedle założeń Mao Zedonga stać się tymczasową stolicą chińskiego komunizmu), a także Jining. Następnie wojska Nie Rongzhena zaatakowały miasto Datong. W odpowiedzi nacjonaliści podjęli silną kontrę. Podjęli ją generałowie Fu Zuoyi (12 region operacyjny) i Sun Lianzhong (11 region operacyjny). ANR wykorzystała nadmierne rozciągnięcie linii komunikacyjnych komunistów i uderzyła na ich tyły. 14 września odblokowano Datong i odbito Jining. Następnie dowódcy współpracując ze sobą w stopniu rzadkim ANR wydali siłom He Longa 5 października bitwę pod Huailai, wygrywając ją. Po tym zwycięstwie całkowicie oczyszczono magistralę Pekin – Batou. 11 października 1946 r. wojska Republiki Chińskiej odbiły stolicę prowincji Zhangjiakou – przecinając ważne szlaki zaopatrzenia ChALW.
Zwycięstwo osiągnięto dzięki znakomitemu dowodzeniu i współpracy obu dowódców ANR. Fu Zuoyi, człowiek decydujący w kampanii został gubernatorem prowincji Chachar, a w sierpniu 1947 r. Czang Kaj-szek postawił go na stanowisko dowódcy Kwatery Głównej Poskramiania Bandytów z siedzibą w Pekinie. Na kampanię źle zareagował gen. George Marshall, wymuszając na rządzie narodowym 10 dniowe zawieszenie broni, w istocie pomagając wykrwawionym siłom He Longa wycofać się spod Huailai. W istocie walki te były końcem całkowicie nieudanej mediacji Marshalla.
Zdobycie Kałganu przez wojska rządowe sprawiły, że komuniści zostali niemal całkowicie wyparci z Chin Właściwych. Pozycję rządowe wokół Pekinu i Tianjinu do końca działań wojennych były oparte właśnie na miastach zdobytych i odbitych podczas kampanii w 1946 r.